# DemoSat
O DemoSat foi a carga demonstrativa construída pela Boeing que foi colocada em órbita durante a primeira missão de lançamento marítimo realizado pela Sea Launch. O foguete Zenit-3SL decolou da plataforma flutuante Odyssey da Sea Launch no equador a 154 graus de longitude oeste.

## Lançamento
O satélite foi lançado com sucesso ao espaço no dia 28 de março de 1999, por meio de um veiculo Zenit-3SL lançado a partir da plataforma de lançamento marítima da Sea Launch, a Odyssey. Ele tinha uma massa de lançamento de 4 500 kg.